# Nils Kellander
Nils Kellander, född 1 juli 1697, död 23 oktober 1771, var en svensk borgmästare, riksdagsledamot och politiker.

## Biografi
Nils Kellander föddes 1697. Han var son till kyrkoherden Petrus Magni Kellander i Lundby församling och Katarina Walleria. Kellander blev 1723 stadssekreterare i Jönköping och 1751 borgmästare i staden. Kellander var riksdagsledamot för borgarståndet i Jönköping vid riksdagen 1740–1741, riksdagen 1751–1752 och riksdagen 1760–1762. Han avled 1771.

### Familj
Kellander gifte sig 1725 med Enna Maria Aurén. Hon var dotter till borgmästaren Sven Aurén och Maria Elisabet Johansdotter Wetsef i Jönköping. De fick tillsammans barnen Sven och Nils adlade Mannerskantz.